# Разумов, Геннадий Александрович
Генна́дий Алекса́ндрович Разумов ( СССР, РФ, США) — инженер-гидрогеолог, гидротехник, кандидат технических наук, заведующий сектором гидрогеотехники Производственного и научно-исследовательского института инженерных изысканий в строительстве (ПНИИИС), публицист, писатель. Член Российского Географического Общества, Московского Дома ученых, Всероссийского общества «Знание».

## Биография
Геннадий Александрович родился 14 мая 1932 г. в Москве. В 1955 г окончил Московский инженерно-строительный институт (МИСИ им. В.Куйбышева), в 1967 г защитил диссертацию и получил ученую степень кандидата технических наук, в 1976 году Высшая Аттестационная Комиссия (ВАК) присвоила ему звание старшего научного сотрудника. Профессиональная научная и проектная деятельность Г.А.Разумова посвящена инженерной гидрогеологии. Он автор более 110 научных трудов, включая 8 монографий и 20 авторских свидетельств на изобретения. Результаты его теоретических и технологических разработок в области подземных водозаборов и дренажей в виде методик расчета и конструктивных решений представлены в официальных нормативных и справочных документах СССР и РФ (СНИП, Рекомендации, Инструкции, Указания и т. д.).  Помимо инженерной и научной деятельности Г.А.Разумов работает в области литературы и журналистики. Им написано и издано 26 научно-популярных, фантастических, мемуарных, детских книг и более 320 статей и эссе в периодической печати СССР, России, США, Израиля. Его произведения опубликованы на английском, немецком, французском, чешском, болгарском и литовском языках. Около 170 работ Г. Разумова выложено в Интернете. 